# 黄冕堂
黄冕堂（1924年5月31日—2021年1月16日），男，湖南湘阴人，中国历史学家，山东大学历史系教授，原中国经济史学会理事、中国明史学会顾问、山东省史学会副理事长，学术专攻明史、清史。毕业于山东大学历史系。

## 生平
1924年5月31日，黄冕堂出生在湖南省湘阴县金龙镇兴利村，祖父黄莲枝是佃农，父亲黄可仕也是农民，母亲黄氏。5岁开始，黄冕堂在私塾读书8年。1938年，黄冕堂在湘阴县立第二高等小学读书。1941年上半年，黄冕堂进入汨罗中学初中一年级第二期读书，1941年下半年进入湘乡县杨家滩私立文艺中学初中读书，之后考入湘潭县晓岚港镇私立明德中学。1943年，大日本帝国陆军入侵湖南省，黄冕堂从湘阴县到湘潭市逃到广西省桂林市，期间考入国立汉民中学，又跟随学校到贵州省榕江县。1946年夏季，黄冕堂回到湘阴县，期间在湘阴县白水乡中心小学任教。1948年夏季，黄冕堂考入位于青岛市的山东大学中文系，翌年转入历史系。1948年冬季，黄冕堂参加青岛地下党领导的“长风社”等进步社团活动。
1950年，黄冕堂加入新民主主义青年团。1952年，黄冕堂从山东大学历史系毕业并且留校任教。1953年，黄冕堂首次申请加入中国共产党。1966年至1967年，文化大革命中，黄冕堂受到批斗，在学校农场劳动改造，1967年至1970年在学校管理食堂，1970年跟着学校搬迁到曲阜市。1972年至1974年，黄冕堂在曲阜参加孔府档案整理。1985年被接收入中国共产党，1986年6月正式成为党员。1992年，黄冕堂获中华人民共和国国务院颁发的政府特殊津贴证书。
2021年1月16日7时，黄冕堂在山东省济南市逝世。

## 家庭
1954年，黄冕堂和山东省青岛市文教局干部刘宜春结婚，育有女儿黄晓静。

## 作品
- 黄冕堂; 刘锋. . 江苏省南京市: 南京大学出版社. 2011-04-01. ISBN 9787305060953.
- . 山东省济南市: 齐鲁书社. 2000-01-01. ISBN 9788291566665.
- . 山东省济南市: 齐鲁书社. 2000-01-01. ISBN 9787533302122.
- . 山东省济南市: 齐鲁书社. 2008-01-01. ISBN 9787533319137.
- . 山东省济南市: 齐鲁书社. 2000-01-01. ISBN 9787533319144.